# Till the End
Till the End ist ein Song des Projektes Na Chui, hinter dem sich der Rammstein-Sänger Till Lindemann verbirgt. Das Lied erschien am 14. Februar 2020 als digitale Single über Kontor New Media. Begleitend dazu wurde außerdem ein Musikvideo auf der Pornoplattform Visit-X veröffentlicht.

## Hintergrund
Das Lindemann-Projekt Na Chui (russisch На Хуй) bedeutet umgangssprachlich „Verpiss Dich“. Neben Till Lindemann waren weitere Mitglieder der Schlagzeuger und Keyboarder Daniel Karelly und der Musikvideoregisseur Zoran Bihać. Als Gastsängerin ist die Pornodarstellerin Charlotte Sartre zu hören, die zu jenem Zeitpunkt mit Lindemann liiert war. Teile des Textes sind dem Gedicht Nein aus dem 2013 veröffentlichten Gedichtband In stillen Nächten entnommen. Musikalisch ist der Song der Electronic Body Music zuzuordnen. Die Veröffentlichung erfolgte am Valentinstag 2020 und diente vor allem als Vehikel für das Musikvideo, das über die Erotikplattform Visit-X zum kostenpflichtigen Anschauen angeboten wurde. Zeitlich fiel die Veröffentlichung in die Zeit von Platz Eins von Lindemann, das ebenfalls in einer unzensierten Version auf Visit-X veröffentlicht wurde.

## Musikvideo
Das Musikvideo wurde von Zoran Bihać gedreht, der bereits mehrere Rammstein-Videos, aber auch die anzüglichen Videos zu Knebel und Platz Eins vom Metal-Projekt Lindemann gedreht hatte. Der siebenminütige Clip wurde an 15 Drehtagen in Prag, Moskau und New York sowie nach Angaben von russischen Medienberichten auch in Sankt Petersburg gedreht. Insgesamt sollen neben Lindemann vierzig freiwillige und einige professionelle Pornodarsteller von der Plattform Visit-X an dem Dreh beteiligt gewesen sein. Der siebenminütige Videoclip zeigt Till Lindemann beim harten Sex mit verschiedenen Darstellerinnen. Neben eher surrealen Momenten, in denen nackte Frauen mit Till-Lindemann-Masken durch Gänge stolzieren, ist insbesondere eine Szene zu sehen, in der eine Frau zunächst Lindemanns Zehen leckt, die beiden anschließend hartes Deepthroating haben und am Ende unter Schmerzenslauten mit ihm Sex hat.

## Kontroverse
Nachdem in Deutschland 2020 nur wenige Medien berichteten, sorgte der Videoclip nach Angaben der Berliner Zeitung in Russland schon beim Erscheinen für Kontroversen. So behaupteten russische Medien, Teile des Clips seien in Sankt Petersburg gedreht worden und die Darstellerinnen seien vom Webforum Dvach organisiert worden. Nationalisten der Bewegung „Männlicher Staat“ warfen den Darstellerinnen vor, das Vaterland verraten zu haben und bedrohten einige Darstellerinnen. Einige der Darstellerinnen sagten später, sie seien nicht für pornografische Szenen gecastet worden und die expliziten Sexszenen seien an anderen Orten gedreht worden.
In Deutschland erregte das Video erst 2023 im Zuge der Berichterstattung über Vorwürfe von Frauen gegenüber Till Lindemann Aufmerksamkeit und wurde einer großen Öffentlichkeit bekannt. In mehreren Szenen des Clips wird das Gedichtband In stillen Nächten von Lindemann verwendet. So ist es bereits am Anfang zu sehen, wie eine Frau das mit einem Dildo durchbohrte Buch anpreist und später wird das mit einem Loch versehene Buch für Oralverkehr verwendet. Dabei ist das Buch auf der Seite mit dem Gedicht Nein aufgeschlagen. Der Verlag Kiepenheuer & Witsch trennte sich nach Bekanntwerden von Lindemann. Der Verlag führte aus: „Wir verteidigen aus voller Überzeugung die Freiheit der Kunst. Durch die Frauen demütigenden Handlungen Till Lindemanns im besagten Porno und die gezielte Verwendung unseres Buches im pornographischen Kontext wird die von uns so eisern verteidigte Trennung zwischen dem ‚lyrischen Ich‘ und dem Autor/Künstler aber vom Autor selbst verhöhnt.“
Der Sexualwissenschaftler Sebastian Schädler der MSB Medical School Berlin kritisierte den Clip im Rahmen der Berichterstattung im Hinblick auf das Frauenbild und sprach von einer „Entsubjektivierung“. „Die Frauen werden zu einer Art von Fleisch reduziert, sie bleiben – im Gegensatz zu Lindemann – namenlos, er arbeitet sich fließbandartig an Körpern und Löchern ab.“